# Australien i olympiska sommarspelen 1988
Australien deltog i de olympiska sommarspelen 1988 med en trupp bestående av 252 deltagare, och totalt blev det medaljer 14 medaljer.

## Basket
Damer
Gruppspel
| Lag           | V | F | PF  | PA  | PD  | Poäng | Tie   |
| ------------- | - | - | --- | --- | --- | ----- | ----- |
| Australien    | 2 | 1 | 178 | 196 | −18 | 5     | 1V–0F |
| Sovjetunionen | 2 | 1 | 208 | 188 | +20 | 5     | 0V–1F |
| Bulgarien     | 1 | 2 | 217 | 241 | −24 | 4     | 1V–0F |
| Sydkorea      | 1 | 2 | 244 | 222 | −22 | 4     | 0V–1F |

Slutspel
|  | Semifinaler (27 september) | Semifinaler (27 september) | Semifinaler (27 september) |  |  | Final (29 september)      | Final (29 september)      | Final (29 september)      |
|  |                            |                            |                            |  |  |                           |                           |                           |
|  | A1                         | Australien                 | 56                         |  |  |                           |                           |                           |
|  | B2                         | Jugoslavien                | 57                         |  |  |                           |                           |                           |
|  |                            |                            |                            |  |  | B2                        | Jugoslavien               | 70                        |
|  |                            |                            |                            |  |  | B1                        | USA                       | 77                        |
|  | B1                         | USA                        | 102                        |  |  |                           |                           |                           |
|  | A2                         | Sovjetunionen              | 88                         |  |  | Bronsmatch (28 september) | Bronsmatch (28 september) | Bronsmatch (28 september) |
|  |                            |                            |                            |  |  |                           |                           |                           |
|  |                            |                            |                            |  |  | A1                        | Australien                | 53                        |
|  |                            |                            |                            |  |  | A2                        | Sovjetunionen             | 68                        |

Herrar
Gruppspel
| Nr | Lag                          | S | V | O | F | GM  | IM  | MS  | P |
| -- | ---------------------------- | - | - | - | - | --- | --- | --- | - |
| 1  | Jugoslavien                  | 5 | 4 | 0 | 1 | 468 | 384 | +84 | 9 |
| 2  | Sovjetunionen                | 5 | 4 | 0 | 1 | 460 | 393 | +67 | 9 |
| 3  | Australien                   | 5 | 3 | 0 | 2 | 429 | 408 | +21 | 8 |
| 4  | Puerto Rico                  | 5 | 3 | 0 | 2 | 382 | 387 | −5  | 8 |
| 5  | Centralafrikanska republiken | 5 | 1 | 0 | 4 | 346 | 436 | −90 | 6 |
| 6  | Sydkorea                     | 5 | 0 | 0 | 5 | 384 | 461 | −77 | 5 |

Slutspel
|  | Kvartsfinaler (26 september) | Kvartsfinaler (26 september) | Kvartsfinaler (26 september) |               |               | Semifinaler (28 september) | Semifinaler (28 september) | Semifinaler (28 september) |                           |                           | Final (30 september)      | Final (30 september)      | Final (30 september) |
|  |                              |                              |                              |               |               |                            |                            |                            |                           |                           |                           |                           |                      |
|  | A1                           | Jugoslavien                  | 95                           |               |               |                            |                            |                            |                           |                           |                           |                           |                      |
|  | B4                           | Kanada                       | 73                           |               |               |                            |                            |                            |                           |                           |                           |                           |                      |
|  | B4                           | Kanada                       | 73                           |               | A1            | Jugoslavien                | 91                         |                            |                           |                           |                           |                           |                      |
|  |                              |                              |                              |               | A1            | Jugoslavien                | 91                         |                            |                           |                           |                           |                           |                      |
|  |                              | A3                           | Australien                   | 70            |               |                            |                            |                            |                           |                           |                           |                           |                      |
|  | B2                           | A3                           | Australien                   | 70            | Spanien       | 74                         |                            |                            |                           |                           |                           |                           |                      |
|  | B2                           |                              |                              |               | Spanien       | 74                         |                            |                            |                           |                           |                           |                           |                      |
|  | A3                           | Australien                   | 77                           |               |               |                            |                            |                            |                           |                           |                           |                           |                      |
|  |                              |                              |                              |               |               |                            |                            |                            |                           |                           | A1                        | Jugoslavien               | 63                   |
|  |                              |                              | A2                           | Sovjetunionen | 76            |                            |                            |                            |                           |                           |                           |                           |                      |
|  | B1                           | USA                          | 94                           |               |               |                            |                            |                            |                           |                           |                           |                           |                      |
|  | A4                           | Puerto Rico                  | 57                           |               |               |                            |                            |                            |                           |                           |                           |                           |                      |
|  | A4                           | Puerto Rico                  | 57                           |               | B1            | USA                        | 76                         |                            | Bronsmatch (29 september) | Bronsmatch (29 september) | Bronsmatch (29 september) | Bronsmatch (29 september) |                      |
|  |                              |                              |                              |               | B1            | USA                        | 76                         |                            | Bronsmatch (29 september) | Bronsmatch (29 september) | Bronsmatch (29 september) | Bronsmatch (29 september) |                      |
|  |                              | A2                           | Sovjetunionen                | 82            |               |                            |                            |                            |                           |                           |                           |                           |                      |
|  | A2                           | A2                           | Sovjetunionen                | 82            | Sovjetunionen | 110                        |                            | A3                         | Australien                | 49                        |                           |                           |                      |
|  | A2                           |                              |                              |               | Sovjetunionen | 110                        |                            | A3                         | Australien                | 49                        |                           |                           |                      |
|  | B3                           | Brasilien                    | 105                          |               |               |                            |                            |                            |                           |                           | B1                        | USA                       | 78                   |

## Bågskytte
| Bågskytt                                          | Gren                   | Rankningsrunda | Rankningsrunda | Åttondelsfinal   | Åttondelsfinal   | Kvartsfinal      | Kvartsfinal      | Semifinal        | Semifinal        | Final            | Final            |
| Bågskytt                                          | Gren                   | Poäng          | Placering      | Poäng            | Placering        | Poäng            | Placering        | Poäng            | Placering        | Poäng            | Placering        |
| ------------------------------------------------- | ---------------------- | -------------- | -------------- | ---------------- | ---------------- | ---------------- | ---------------- | ---------------- | ---------------- | ---------------- | ---------------- |
| Christopher Blake                                 | Herrarnas individuella | 1228           | 41             | Gick inte vidare | Gick inte vidare | Gick inte vidare | Gick inte vidare | Gick inte vidare | Gick inte vidare | Gick inte vidare | Gick inte vidare |
| Simon Fairweather                                 | Herrarnas individuella | 1276           | 11             | 322              | 3                | 316              | 16               | Gick inte vidare | Gick inte vidare | Gick inte vidare | Gick inte vidare |
| Rodney Wagner                                     | Herrarnas individuella | 1184           | 63             | Gick inte vidare | Gick inte vidare | Gick inte vidare | Gick inte vidare | Gick inte vidare | Gick inte vidare | Gick inte vidare | Gick inte vidare |
| Simon Fairweather Christopher Blake Rodney Wagner | Herrarnas lagtävling   | 3688           | 13             |                  |                  |                  |                  | Gick inte vidare | Gick inte vidare | Gick inte vidare | Gick inte vidare |

## Cykling
Damernas linjelopp
- Elizabeth Hepple — 2:00:52 (→ 22:e plats)
- Donna Gould — 2:00:52 (→ 27:e plats)
- Kathleen Shannon — 2:00:52 (→ 29:e plats)

## Fotboll
Gruppspel
| Rank | Lag         | Spelade | Vinster | Oavgjorda | Förluster | Gjorda mål | Insläppta mål | Poäng |  | Brasilien | Australien | Jugoslavien | Nigeria |
| ---- | ----------- | ------- | ------- | --------- | --------- | ---------- | ------------- | ----- |  | --------- | ---------- | ----------- | ------- |
| 1.   | Brasilien   | 3       | 3       | 0         | 0         | 9          | 1             | 6     |  | X         | 3:0        | 2:1         | 4:0     |
| 2.   | Australien  | 3       | 2       | 0         | 1         | 2          | 3             | 4     |  | 0:3       | X          | 1:0         | 1:0     |
| 3.   | Jugoslavien | 3       | 1       | 0         | 2         | 4          | 4             | 2     |  | 1:2       | 0:1        | X           | 3:1     |
| 4.   | Nigeria     | 3       | 0       | 0         | 3         | 1          | 8             | 0     |  | 0:4       | 0:1        | 1:3         | X       |

Slutspel
|  | Kvartsfinal            | Kvartsfinal                 |                             |       | Semifinal            | Semifinal            |   |  | Final | Final |
|  |                        |                             |                             |       |                      |                      |   |  |       |       |
|  | September 25 - Daegu   |                             |                             |       |                      |                      |   |  |       |       |
|  |                        |                             |                             |       |                      |                      |   |  |       |       |
|  | Sverige                | 1                           |                             |       |                      |                      |   |  |       |       |
|  | Sverige                | 1                           | September 27 - Busan        |       |                      |                      |   |  |       |       |
|  | Italien (förlängning)  | 2                           |                             |       |                      |                      |   |  |       |       |
|  | Italien (förlängning)  | 2                           | Italien                     | 2     |                      |                      |   |  |       |       |
|  | September 25 - Busan   |                             | Italien                     | 2     |                      |                      |   |  |       |       |
|  |                        | Sovjetunionen (förlängning) | 3                           |       |                      |                      |   |  |       |       |
|  | Sovjetunionen          | Sovjetunionen (förlängning) | 3                           | 3     |                      |                      |   |  |       |       |
|  | Sovjetunionen          |                             | October 1 - Seoul           | 3     |                      |                      |   |  |       |       |
|  | Australien             | 0                           |                             |       |                      |                      |   |  |       |       |
|  | Australien             | 0                           | Sovjetunionen (förlängning) | 2     |                      |                      |   |  |       |       |
|  | September 25 - Gwangju |                             | Sovjetunionen (förlängning) | 2     |                      |                      |   |  |       |       |
|  |                        | Brasilien                   | 1                           |       |                      |                      |   |  |       |       |
|  | Zambia                 | Brasilien                   | 1                           | 0     |                      |                      |   |  |       |       |
|  | Zambia                 | September 27 - Seoul        |                             | 0     |                      |                      |   |  |       |       |
|  | Västtyskland           | 4                           |                             |       |                      |                      |   |  |       |       |
|  | Västtyskland           | 4                           | Västtyskland                | 1 (2) | Bronsmatch           | Bronsmatch           |   |  |       |       |
|  | September 25 - Seoul   |                             | Västtyskland                | 1 (2) | Bronsmatch           | Bronsmatch           |   |  |       |       |
|  |                        | Brasilien                   | 1 (3)                       |       | September 30 - Seoul | September 30 - Seoul |   |  |       |       |
|  | Brasilien              | Brasilien                   | 1 (3)                       | 1     | September 30 - Seoul | September 30 - Seoul |   |  |       |       |
|  | Brasilien              |                             |                             |       |                      | Italien              | 0 |  |       |       |
|  | Argentina              | 0                           |                             |       |                      | Italien              | 0 |  |       |       |
|  | Argentina              | 0                           | Västtyskland                | 3     |                      |                      |   |  |       |       |
|  |                        |                             | Västtyskland                | 3     |                      |                      |   |  |       |       |

## Friidrott
Herrarnas 200 meter
- Mark Garner
  - Heat — 21,09
  - Kvartsfinal — 21,08 (→ gick inte vidare, 26:e plats)

Herrarnas 400 meter
- Robert Stone
  - Heat — 46,52
  - Kvartsfinal — 46,04 (→ gick inte vidare, 25:e plats)
- Miles Murphy
  - Heat — 46,38
  - Kvartsfinal — 45,93 (→ gick inte vidare, 23:e plats)

Herrarnas 1 500 meter
- Pat Scammel
  - Heat — 3:45,21 (→ gick inte vidare, 35:e plats)

Herrarnas 5 000 meter
- Andrew Lloyd
  - Heat — 13:47,87
  - Semifinal — 13:42,49 (→ gick inte vidare, 24:e plats)

Herrarnas 10 000 meter
- Andrew Lloyd
  - Heat — fullföljde inte (→ gick inte vidare, no ranking)

Herrarnas maraton
- Steve Moneghetti
  - Final — 2"11,49 (→ 5:e plats)
- Robert De Castella
  - Final — 2"13,07 (→ 8:e plats)
- Bradley Camp
  - Final — 2"23,49 (→ 41st place)

Herrarnas 4 x 400 meter stafett
- Robert Ballard, Mark Garner, Leigh Miller och Miles Murphy
  - Heat — 3:05,93
- Miles Murphy, Mark Garner, Robert Ballard och Darren Clark
  - Semi Final — 3:06,63
- Robert Ballard, Mark Garner, Miles Murphy och Darren Clark
  - Final — 3:02,49 (→ 6:e plats)

Herrarnas 400 meter häck
- Leigh Miller
  - Heat — 50,53 (→ gick inte vidare, 21st place)

Herrarnas längdhopp
- David Culbert
  - Kval — 7,64m (→ gick inte vidare)

Herrarnas tiokamp
- Simon Shirley — 8036 poäng (→ 15:e plats)
  1. 100 meter — 11,03s
  2. Längd — 7,45m
  3. Kula — 14,20m
  4. Höjd — 1,97m
  5. 400 meter — 48,84s
  6. 110m häck — 15,44s
  7. Diskus — 41,68m
  8. Stav — 4,70m
  9. Spjut — 64,00m
  10. 1 500 meter — 4:27,48s

Herrarnas 20 kilometer gång
- Simon Baker
  - Final — 1:21:47,0 (→ 11:e plats)
- Andrew Jachno
  - Final — 1:24:52,0 (→ 28:e plats)

Herrarnas 50 kilometer gång
- Simon Baker
  - Final — 3:44:07,0 (→ 6:e plats)
- Andrew Jachno
  - Final — 3:53:23,0 (→ 19:e plats)

Herrarnas diskuskastning
- Werner Reiterer
  - Kval — 59,78m (→ gick inte vidare, 15:e plats)

Damernas 100 meter
- Kerry Johnson
  - Heat — 11,44
  - Kvartsfinal — 11,42 (→ gick inte vidare, 24:e plats)

Damernas 200 meter
- Kerry Johnson
  - Heat — 23,20
  - Kvartsfinal — 23,01 (→ gick inte vidare, 18:e plats)

Damernas 400 meter
- Maree Holland
  - Heat — 52,29
  - Kvartsfinal — 50,90
  - Semifinal — 50,24
  - Final — 51,25 (→ 8:e plats)

Damernas 3 000 meter
- Jackie Perkins
  - Heat — 9:01,82 (→ gick inte vidare, 22:e plats)

Damernas 10 000 meter
- Carolyn Schuwalow
  - Heat — 32:10,05
  - Final — 32:45,07 (→ 17:e plats)
- Jackie Perkins
  - Heat — 33:45,22 (→ gick inte vidare, 31st place)

Damernas 4 x 400 meter stafett
- Debra Flintoff-King, Maree Holland, Kerry Johnson och Jenny Laurendet
  - Heat — startade inte (→ ingen notering)

Damernas maraton
- Lisa Martin
  - Final — 2:25:53 (→  Silver)

Damernas 100 meter häck
- Jane Flemming
  - Heat — 13,53
  - Kvartsfinal — startade inte (→ gick inte vidare, ingen notering)

Damernas 400 meter häck
- Debbie Flintoff-King
  - Heat — 54,99
  - Semifinal — 54,00
  - Final — 53,17 (→  Guld)
- Sally Fleming
  - Heat — 56,08 (→ gick inte vidare, 19:e plats)
- Jenny Laurendet
  - Heat — 56,44 (→ gick inte vidare, 21st place)

Damernas höjdhopp
- Christine Stanton
  - Kval — 1,92m
  - Final — 1,93m (→ 7:e plats)
- Vanessa Browne-Ward
  - Kval — 1,90m (→ gick inte vidare, 13:e plats)

Damernas längdhopp
- Nicole Boegman
  - Kval — 6,72m
  - Final — 6,73m (→ 5:e plats)

Damernas sjukamp
- Jane Flemming
  - Final Result — 6351 poäng (→ 7:e plats)

## Fäktning
Herrarnas florett
- Robert Davidson

Herrarnas värja
- Robert Davidson

Damernas florett
- Andrea Chaplin

## Landhockey
Herrar
Gruppspel
| Lag           | Spelade | W | D | L | GF | GA | Poäng |
| ------------- | ------- | - | - | - | -- | -- | ----- |
| Australien    | 5       | 5 | 0 | 0 | 19 | 3  | 10    |
| Nederländerna | 5       | 3 | 1 | 1 | 12 | 6  | 7     |
| Pakistan      | 5       | 3 | 0 | 2 | 15 | 8  | 6     |
| Argentina     | 5       | 2 | 0 | 3 | 8  | 12 | 4     |
| Spanien       | 5       | 1 | 1 | 3 | 6  | 10 | 3     |
| Kenya         | 5       | 0 | 0 | 5 | 5  | 26 | 0     |

Slutspel
|  | Semifinal         | Semifinal         |   |                | Final          | Final |  |
|  |                   |                   |   |                |                |       |  |
|  | 28 september 1988 |                   |   |                |                |       |  |
|  | Västtyskland      | 2                 |   |                |                |       |  |
|  | Nederländerna     | 1                 |   |                |                |       |  |
|  |                   |                   |   |                |                |       |  |
|  |                   |                   |   |                | 1 oktober 1988 |       |  |
|  |                   |                   |   |                | Västtyskland   | 1     |  |
|  |                   | Storbritannien    | 3 |                |                |       |  |
|  |                   |                   |   |                |                |       |  |
|  |                   |                   |   |                |                |       |  |
|  |                   |                   |   |                | Bronsmatch     |       |  |
|  | 28 september 1988 | 28 september 1988 |   | 1 oktober 1988 | 1 oktober 1988 |       |  |
|  | Australien        | 2                 |   | Australien     | 1              |       |  |
|  | Storbritannien    | 3                 |   |                | Nederländerna  | 3     |  |

Damer
| Lag          | Spelade | W | D | L | GF | GA | Poäng |
| ------------ | ------- | - | - | - | -- | -- | ----- |
| Sydkorea     | 3       | 2 | 1 | 0 | 12 | 7  | 5     |
| Australien   | 3       | 1 | 2 | 0 | 7  | 6  | 4     |
| Västtyskland | 3       | 1 | 0 | 2 | 3  | 6  | 2     |
| Kanada       | 3       | 0 | 1 | 2 | 3  | 6  | 1     |

Gruppspel
|  | Semifinal         | Semifinal         |   |                   | Final             | Final |  |
|  |                   |                   |   |                   |                   |       |  |
|  | 27 september 1988 |                   |   |                   |                   |       |  |
|  | Nederländerna     | 2                 |   |                   |                   |       |  |
|  | Australien        | 3                 |   |                   |                   |       |  |
|  |                   |                   |   |                   |                   |       |  |
|  |                   |                   |   |                   | 30 september 1988 |       |  |
|  |                   |                   |   |                   | Nederländerna     | 3     |  |
|  |                   | Storbritannien    | 1 |                   |                   |       |  |
|  |                   |                   |   |                   |                   |       |  |
|  |                   |                   |   |                   |                   |       |  |
|  |                   |                   |   |                   | Bronsmatch        |       |  |
|  | 27 september 1988 | 27 september 1988 |   | 30 september 1988 | 30 september 1988 |       |  |
|  | Sydkorea          | 2                 |   | Australien        | 2                 |       |  |
|  | Storbritannien    | 0                 |   |                   | Sydkorea          | 0     |  |

## Modern femkamp
Individuella tävlingen
- Alexander Watson — 0 poäng, 64:e plats

Lagtävlingen
- Watson — 0 poäng, 64:e plats

## Tennis
Herrsingel
- John Fitzgerald
  - Första omgången — Förlorade mot Grant Connell (Kanada) 6-6 6-4 2-6 2-6
- Wally Masur
  - Första omgången — Besegrade Luiz Mattar (Brasilien) 6-4 6-4 4-6 6-7 6-4
  - Andra omgången — Förlorade mot Carl-Uwe Steeb (Västtyskland) 3-6 7-5 3-6 6-1 5-7

Herrdubbel
- Darren Cahill och John Fitzgerald
  - Första omgången — Besegrade Anastasios Bavelas och George Kalovelonis (Grekland) 6-2 4-6 6-1 6-1
  - Andra omgången — Besegrade Bruce Derlin och Kelly Evernden (Nya Zeeland) 6-7 6-4 6-2 3-6 6-1
  - Kvartsfinal — Förlorade mot Stefan Edberg och Anders Järryd (Sverige) 3-6 4-6 3-6

Damsingel
- Anne Minter
  - Första omgången — Besegrade Xochitl Escobedo (Mexiko) 6-1 6-3
  - Andra omgången — Förlorade mot Natasja Zvereva (Sovjetunionen) 4-6 6-3 1-6
- Elizabeth Smylie
  - Första omgången — Förlorade mot Raffaella Reggi (Italien) 6-7 0-6
- Wendy Turnbull
  - Första omgången — Besegrade Clare Wood (Storbritannien) 6-1 6-3
  - Andra omgången — Förlorade mot Natasja Zvereva (Sovjetunionen) 4-6 6-3 1-6